# Hassan Taftian
Hassan Taftian (persisch حسن تفتیان; * 4. Mai 1993 in Torbat-e Heydariye) ist ein iranischer Leichtathlet, der sich auf den Sprint spezialisiert hat. 2017 wurde er Asienmeister im 100-Meter-Lauf sowie 2016 und 2018 Hallenasienmeister über 60 Meter. Zudem ist er aktueller Inhaber des Landesrekordes über 100 Meter.

## Sportliche Laufbahn
Erste Erfahrungen bei internationalen Meisterschaften sammelte Hassan Taftian bei den Jugendasienspielen 2009 in Singapur, bei denen er den sechsten Platz über 100 Meter belegte. 2010 gewann er die Silbermedaille hinter dem Chinesen Zheng Dongsheng bei den Juniorenasienmeisterschaften in Hanoi und erreichte bei den Juniorenweltmeisterschaften im kanadischen Moncton das Halbfinale über 100 Meter. Zwei Jahre später gewann er bei den Juniorenasienmeisterschaften in Colombo die Goldmedaille über 100 Meter sowie Bronze über 200 Meter und erreichte bei den Juniorenweltmeisterschaften in Barcelona erneut das Halbfinale. 2013 nahm er an den Asienmeisterschaften in Pune teil und belegte dort den achten Platz über 100 Meter. Zudem qualifizierte er sich für die Weltmeisterschaften in Moskau, bei denen er aber bereits in der ersten Runde ausschied. 2014 erreichte Taftian bei den Hallenweltmeisterschaften in Sopot das Halbfinale über 60 Meter, wie auch bei den Asienspielen in Incheon über 100 Meter. Über 200 Meter belegte er im Finale den achten Platz. 2015 qualifizierte er sich erneut für die Weltmeisterschaften in Peking, bei denen er diesmal das Halbfinale über 100 Meter erreichte.
2016 gewann er bei den Hallenasienmeisterschaften in Doha die Goldmedaille über 60 Meter. Er qualifizierte sich zudem erstmals für die Olympischen Spiele in Rio de Janeiro, bei denen er über 100 Meter das Halbfinale erreichte. 2017 belegte er bei den Islamic Solidarity Games in Baku Platz acht über 100 Meter und gewann bei den Asienmeisterschaften in Bhubaneswar die Goldmedaille. Bei den Weltmeisterschaften in London schied er hingegen in der ersten Runde über 100 Meter. Anfang September gewann er bei den Asian Indoor & Martial Arts Games in Aşgabat die Goldmedaille über 60 Meter. 2018 nahm er an den Hallenasienmeisterschaften in Teheran teil und gewann dort in 6,51 s erneut die Goldmedaille über 60 Meter. Damit qualifizierte er sich für die Hallenweltmeisterschaften in Birmingham, bei denen er mit 6,53 s den fünften Platz belegte. Ende August nahm er erneut an den Asienspielen in Jakarta teil und wurde dort in 10,19 s Sechster über 100 Meter und schied im 200-Meter-Lauf im Halbfinale aus.
Bei den Asienmeisterschaften 2019 in Doha gelangte er über 100 Meter bis in das Finale, in dem er aber nicht mehr antreten konnte. Ende September nahm er ein weiteres Mal an den Weltmeisterschaften ebendort teil und schied dort mit 10,24 s im Vorlauf aus. Anschließend siegte er bei den Militärweltspielen in Wuhan in 10,24 s und konnte den Vorlauf mit der 4-mal-100-Meter-Staffel nicht beenden. 2021 nahm er erneut an den Olympischen Sommerspielen in Tokio teil und schied dort mit Saisonbestleistung von 10,19 s in der ersten Runde aus. Im Jahr darauf kam er bei den Hallenweltmeisterschaften in Belgrad mit 6,75 s nicht über den Vorlauf über 60 Meter hinaus. Im August gelangte er bei den Islamic Solidarity Games in Konya mit 10,02 s auf den fünften Platz über 100 Meter und wurde im 200-Meter-Lauf in der ersten Runde disqualifiziert. 2023 gewann er bei den Asienmeisterschaften in Bangkok in 10,23 s die Bronzemedaille hinter dem Japaner Hiroki Yanagita und Abdullah Abkar Mohammed aus Saudi-Arabien. Im August schied er bei den Weltmeisterschaften in Budapest mit 10,17 s in der ersten Runde aus und belegte Ende September bei den Asienspielen in Hangzhou in 10,14 s den vierten Platz. Im Jahr darauf gelangte er bei den Hallenasienmeisterschaften in Teheran mit 6,69 s auf den sechsten Platz über 60 Meter. Im August schied er bei den Olympischen Sommerspielen in Paris mit 10,18 s in der ersten Runde über 100 Meter aus. 2025 belegte er bei den Asienmeisterschaften in Gumi in 10,41 s den achten Platz über 100 Meter.
Taftian absolvierte ein Studium für Sportmanagement an der Universität Teheran. 2023 wurde er iranischer Meister im 100-Meter-Lauf.

## Persönliche Bestzeiten
- 100 Meter: 10,03 s (+1,2 m/s), 30. Juni 2018 in Paris (iranischer Rekord)
  - 60 Meter (Halle): 6,51 s, 1. Februar 2018 in Teheran (iranischer Rekord)
- 200 Meter: 20,74 s (+0,8 m/s), 25. Juli 2018 in Loughborough